# Sergi de Rússia
Sergi de Rússia, gran duc de Rússia (Tsàrskoie Seló 1857 - Moscou 1905). Gran duc de Rússia amb el tractament d'altesa imperial.
Nascut el dia 29 d'abril de 1857 a Tsàrskoie Seló essent fill del tsar Alexandre II de Rússia i de la princesa Maria de Hessen-Darmstadt. Era, en conseqüència, net del tsar Nicolau I de Rússia i de la princesa Carlota de Prússia per part de pare, mentre que per part de mare ho era del gran duc Lluís II de Hessen-Darmstadt i de la princesa Guillemina de Baden.
Entre d'altres era germà del tsar Alexandre III de Rússia, del gran duc Vladimir de Rússia i de la gran duquessa Maria de Rússia.

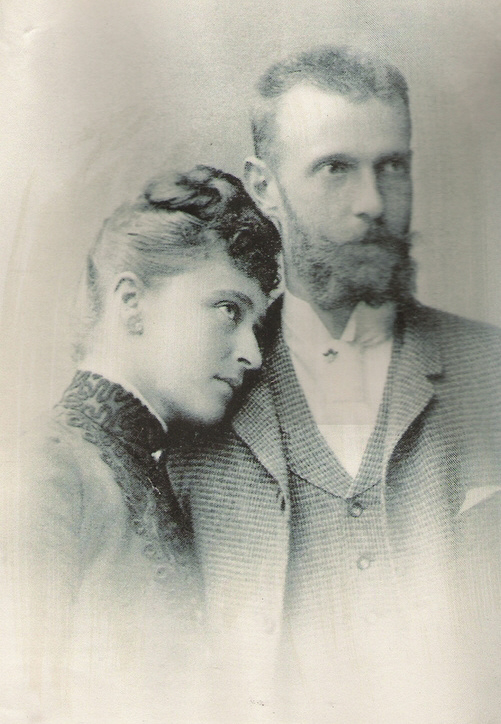
Sergi de Rússia i la seva esposa Elisabet de Hessen-Darmstadt

Prengué part a la Guerra Russoturca de 1877 a 1878 i fou ascendit al grau militar de coronel. L'any 1884 es casà amb la princesa Elisabet de Hessen-Darmstadt filla del gran duc Lluís IV de Hessen-Darmstadt i de la princesa Alícia del Regne Unit. La parella no tingué fills però adoptà els fills del gran duc Pau de Rússia i de la princesa Alexandra de Grècia.
- SAI la gran duquessa Maria de Rússia nascuda el 1890 a Sant Petersburg i morta el 1958 a París. Es casà amb el príncep Guillem de Suècia i en segones núpcies amb el príncep Serguei Mikhailovich Putjatin.
- SAI el gran duc Demetri de Rússia nascut a la finca rural de Ylinoske el 1891 i mort a Davos el 1941. Es casà morganàticament amb la multimillonària estatunidenca Audrey Emery el 1927.

Sergi fou promocionar a l'Estat Major de l'exèrcit rus el 1887 i a coronel en cap del regiment Preobrazhensky. El 26 de febrer de 1891 va ser creat general ajudant i destinat a Moscou. L'any 1894 fou creat membre del consell d'Estat i fou promocionat a Lieutenant genaral del districte de Moscou, districte del qual fou creat governador l'1 de gener de 1905.
El mateix 1905 fou assassinat per un anarquista mentre es dirigia cap al Kremlin. Les seves restes foren enterrades en el Panteó Imperial de Sant Petersburg